# Hannocourt
Hannocourt település Franciaországban, Moselle megyében. Lakosainak száma 15 fő (2022. január 1.). Hannocourt Frémery, Oron, Prévocourt, Tincry és Viviers községekkel határos.

## Népesség
A település népességének változása:
| Lakosok száma | 22   | 16   | 17   | 16   | 22   | 21   | 21   | 20   | 19   | 15   |
|               | 1968 | 1982 | 1990 | 2006 | 2013 | 2015 | 2017 | 2019 | 2020 | 2022 |